# Robert Pyle
Robert Pyle je bivši američki hokejaš na travi iz Jersey Cityja, NH. 
Bio je dijelom sastava predstavništva SAD-a koje je sudjelovalo na hokejaškom turniru na OI 1932. u Los Angelesu. SAD su izgubile obje utakmice. Osvojile su broncu. Pyle nije odigrao nijedan susret. Bio je pričuvnim igračem.